# 10220 Піготт
10220 Піготт (10220 Pigott) — астероїд головного поясу, відкритий 20 жовтня 1997 року.
Тіссеранів параметр щодо Юпітера — 3,328.